# Vampiria
Vampiria ist ein Gothic-Metal-Lied der Metal-Band Moonspell, das die Band 1995 veröffentlichte. Es erschien in der Hochphase des Genres Gothic Metal und avancierte zu einem Clubhit.

## Hintergrund und Veröffentlichungen
Das Stück Vampiria entstand in der Ausarbeitung des Debütalbums der portugiesischen Band. Es wurde als Teil des Albums zwischen Januar und Februar 1995 im Studio 2 unter der Begleitung von Waldemar Sorychta aufgenommen und am 1. April des gleichen Jahr als Teil des Albums Wolfheart veröffentlicht. Sorychta hielt die Band an, die „ausschweifenden, komplexen und mehrteiligen Songideen besser zu fokussieren, ohne dabei zu viel zu reduzieren, sodass die Kompositionen den richtigen Schliff erhalten.“ Dabei wurde Vampiria von einer mehr als zwölfminütigen Version auf weniger als sechs Minuten gekürzt.
Eine Single-Veröffentlichung erfolgte erst im am 3. März 2023. Zur Aufnahme des Stücks bestand Moonspell aus dem Sänger Fernando „Langsuyar“ Ribeiro, den Gitarristen Duarte „Mantus“ Picotto und Ricardo Amorim, dem Bassisten João „Ares“ Pedro, dem Keyboarder Pedro „Passionis“ Paixão und dem Schlagzeuger Miguel „Mike“ Gaspar. Als Gastsängerin brachte sich Birgit Zacher in das Stück ein. Vampiria wurde in den 1990er-Jahren, in der Hochphase des Gothic Metals, zu einem Club-Hit und folgend zum Klassiker des Genres. In der Zeit als „überdrehte Gothic-Operette“ die „ein bisschen zu viel des Guten [sei]“ durchaus kritisch beurteilt, entwickelte sich das Stück zu einem kanonischen Klassiker des Gothic Metal.

## Musik und Text
Moonspell präsentierte mit Vampiria einen aggressiveren Gothic-Metal-Stil „als die meisten anderen damals und verbanden geschickt wie kaum eine andere Band Melodie, Härte und eine gewisse Virtuosität“. Es wurde im 4/4-Takt und im Grundton e-Moll bei einem Tempo von 126 BpM geschrieben. Das Stück gilt als emotional, energiegeladen und tanzbar. Das Intro adaptiert das Ende des Stücks Dracula – The Beginning, das Wojciech Kilar für den Film Bram Stoker’s Dracula schrieb. Dazu spricht und raunt Ribeiro erste Textzeilen. Diesem gemächlichen Intro wird eine „cineastische Atmosphäre“ zugesprochen. Nach mehr als zwei Minuten werden Riffing und Schlagzeugspiel einbezogen.

„Die [anfängliche] Melodie-Führung bleibt beim bedeutungsschwanger tönenden Keyboard, Ribeiro gibt sehr düster, theatralisch und dramatisch eine Bela Lugosi Imitation. Bass, Schlagzeug, opernhafter Frauengesang im Hintergrund gesellen sich dazu. Zunächst eher Filmmusik einem Horrorfilm entstammend, übernimmt im zweiten Teil mit drückenden Riffs, eingängigen Leads, Double Bass und harschem Gesang der Metal das Geschehen.“